# Pachrophylla eximia
Pachrophylla eximia là một loài bướm đêm trong họ Geometridae.